# アンルーリー・チャイルド
アンルーリー・チャイルド（Unruly Child）は、1991年に結成されたアメリカ合衆国のハードロック・バンドである。

## メンバー

### 主要メンバー
- マーシー・フリー (Marcie Free) – リード・ボーカル (1991年-1992年、2010年-現在)
- ブルース・ゴウディ (Bruce Gowdy) – ギター、ベース、ドラム、キーボード、ボーカル (1991年-1992年、1998年-2003年、2010年-現在)
- ラリー・アントニオ (Larry Antonino) – ベース (1991年-1992年、2010年-現在)
- ジェイ・シェレン (Jay Schellen) – ドラム (1991年-1992年、1998年-2002年、2010年-現在)
- ガイ・アリソン (Guy Allison) – キーボード、ベース、ドラム、パーカッション、ボーカル (1991年-1992年、1998年-2003年、2010年-現在)

### 旧メンバー
- ケリー・ハンセン (Kelly Hansen) – リード・ボーカル、ギター (1998年-2002年)
- リッキー・フィリップス (Ricky Phillips) – ベース (1998年-2002年)
- フィリップ・バルドウェル (Phillip Bardowell) – リード・ボーカル (2002年-2003年)

## ディスコグラフィ

### スタジオ・アルバム
- 『アンルーリー・チャイルド』 - Unruly Child (1992年)
- 『トーメンテッド』 - Tormented (1995年) ※マーシー・フリー名義
- 『ウェイティング・フォー・ザ・サン』 - Waiting For The Sun (1998年)
- 『UCIII』 - UCIII (2003年)
- 『ワールズ・コライド』 - Worlds Collide (2010年)
- Down the Rabbit Hole (2014年)
- 『キャント・ゴー・ホーム』 - Can't Go Home (2017年)
- 『ビッグ・ブルー・ワールド』 - Big Blue World (2019年)

### ライブ・アルバム
- Unhinged Live From Milan (2018年)

### コンピレーション・アルバム
- The Basement Demos (2002年)
- Reigning Frogs – The Box Set Collection (2017年) ※ボックス・セット